# Melodie der Welt (1929)
Melodie der Welt ist ein deutscher Kinofilm aus dem Jahre 1929. Der Dokumentarfilm, der im Herbst 1928 vom Regisseur Walter Ruttmann überwiegend aus Aufnahmen einer Filmexpedition montiert wurde, die diese in drei Kontinente führte, entstand als Auftragsproduktion der  HAPAG und wurde (technisch) von der Tobis hergestellt.

## Konzeption und Inhalt
Der vieraktige Film lebt vom Rhythmus der Musik Wolfgang Zellers und Ruttmanns eigenwilliger, bisweilen sehr schneller Schnitttechnik. Der Film, der über keine Handlung im eigentlichen Sinne verfügt, beginnt mit dem Erwachen eines Seemanns und seiner Frau. Sie begleitet ihn am frühen Morgen in den Hamburger Hafen, wo der Matrose an Bord geht. Sehnsüchtig blickt sie ihm nach. Dann fährt er auf dem HAPAG-Schiff „Resolute“ in die weite Welt hinaus.
In den folgenden 45 Minuten versucht Ruttmann, „die Summe menschlicher Aktivitäten und Leistungen an Hand von Bildern aus den Ländern der Welt darzustellen, die die finanzierende Schiffahrtsgesellschaft anlief.“ Dabei werden die Bereiche Sitten und Gebräuche, Arbeitswelten und Religion, Freizeitvergnügen und Sport, Lebenswelten und lokale Eigenheiten, Essgewohnheiten und Musiktraditionen aber auch die Schrecken des Krieges bildlich erfasst und, bei allen Unterschieden der Bewohner auf den bereisten Kontinenten, durch intelligente Schnitt-Gegenschnitt-Anordnungen das Verbindende der Menschen unterschiedlichster Kulturkreise herausgestellt.

## Produktionsnotizen
Die Aufnahmen zu Melodie der Welt entstanden im Herbst 1928 in Europa (u. a. Hamburg, Berlin, Venedig, Rom, London), Arabien (heutiges Libyen, Syrien und Saudi-Arabien) und Asien. Die Zensur gab den Film am 11. März 1929 für die Jugend frei. Die Uraufführung war am 12. März 1929 im Berliner Mozartsaal. Damit gilt Melodie der Welt als der erste abendfüllende Kinotonfilm Deutschlands. Karlheinz Wendtland schrieb, dass der Film als solcher anerkannt worden sei und einen interessanten und in die Zukunft weisenden Beginn des deutschen tönenden Films einläutete. Die heute erhaltene Fassung ist 48 Minuten lang.
Guido Bagier, der sich auch für den Ton zuständig zeigte, war im Auftrag der Tobis mit der tontechnischen Produktionsleitung beschäftigt. Ihm zur Seite stellte die HAPAG Heinrich Mutzenbecher, zugleich Leiter der eigentlichen Filmexpedition. Ruttmann selbst nahm an der Expedition nicht teil, seine Aufgabe bestand vielmehr darin, das belichtete Material zu einem Film zusammenzuschneiden. Nur Anfang und Ende des Films waren mit Originalton versehen, alles andere wurde im Studio nachsynchronisiert. Von der Presse wurde jedoch betont, dass „der Tonfilm in Sonderheit in Deutschland entwickelt und zur Blüte gebracht worden“ sei. Die Aufführung des Films habe als Nebeneffekt „eine Stärkung des durch den Versailler Vertrag stark angeschlagenen Nationalbewußtseins zur Folge“ gehabt, führte Karlheinz Wendtland aus.
Die wenigen Bauten zu Beginn des Films schuf Erich Czerwonski.
Eine etwas surreal wirkende, nur Sekunden kurze Szene in der 36. Filmminute zeigt George Bernard Shaw, der auf den fast 50 Jahre jüngeren Filmkritiker und Filmemacher Ivor Montagu trifft und mit ihm ein paar belanglose Worte wechselt.
Bei der Mitwirkenden Grace Chiang handelte es sich um die Ehefrau des Filmarchitekten Ernő Metzner.
Der Film erhielt am 19. März 1929 das Prädikat “künstlerisch und volksbildend”.

## Kritiken
Die von Siegfried Kracauer vertretene negative Haltung zum Film wurde von der überwiegenden Anzahl der damaligen Kritiker nicht geteilt. So schrieb beispielsweise Hans Wollenberg in der Lichtbild-Bühne über Ruttmann: „Sein Film Melodie der Welt geht weit über seine bisherigen Leistungen hinaus. Unvergleichlich, was er im Schnitt der Bilder, im Aufbau von belebten, geradezu dramatisch wirkenden Komplexen bringt.“
Kracauers Fazit zum Film lautete folgendermaßen: „Seine rhythmischen Montagen umfaßten nicht nur die verschiedenartigsten bildlichen Eindrücke, sondern auch alle Arten von Tönen, Geräuschen und Melodien. Thematisch wollte diese Montage nichts weniger als die Gesamtheit menschlicher Tätigkeiten und Leistungen umspannen: Bauwerke, typische Äußerungsformen der Liebe, Beförderungsmittel, religiöse Kulte, die Armeen der Welt, Methoden der Kriegsführung, Sport, Unterhaltung usw. … Die Melodie der Welt war inhaltsleer, weil Ruttmann in seinem Eifer, die Töne der ganzen Welt einzufangen, das Gehör verlor für den besonderen Klang jeder einzelnen Melodie.“ Wendtland schrieb in seinem Buch, dass das Publikum trotzdem begeistert gewesen sei.

„Wir alle haben gestern im Mozartsaal einen historischen Moment erlebt. Als der Kapitän des Hapag-Dampfers ‚Resolute‘ das Kommando zur Abfahrt gibt, die Ketten knarren … da waren nicht nur die Fachleute von dem Neuen, Überraschenden hingerissen … hier liegen die neuen Möglichkeiten des Tonfilms -- und dies ist ihre Geburtsstunde für Deutschland (…) Die Melodie der Welt ist kein hundertprozentiger Tonfilm, im Gegenteil, die Toneffekte sind sehr dünn gesät. Aber wenn Ruttmann sie einsetzt sind sie von stärkster Wirkung. Das Schreien einer Masse, die Geräusche von Maschinen, das ist von außerordentlicher Wirkung. Sonst beschränkt ich der Toncharakter des Films darauf, dass durchgehends die Begleitmusik mit photographiert ist.“

„Man muß einen Unterschied machen zwischen diesem Werk als Bildstreifen und als Tonfilm. Die ‚Melodie der Welt‘, der erste abendfüllende Tonfilm? Der neue Ruttmann-Film ist überhaupt kein Tonfilm. (…) Er gibt nicht Gegenden und Menschen nacheinander, er läßt nicht die Reise in ihrer Zeitfolge ablaufen. Ruttmann ordnet und verwendet das Bildmaterial nach anderen Gesichtspunkten. Er zeigt über Länder hinweg die Menschen bei denselben Tätigkeiten. (…) Die Musik liegt in den Bildern, nicht im Ton. Denn dieser ‚Tonfilm‘ hat nicht etwa immer die Geräusche, die Sprachen, die Tanz-, Kirchen- und Marktmusik der Völker der Welt aufgenommen, sondern er verwendet eine besonders komponierte Musik von Wolfgang Zeller. (…) So bleibt dieser herrliche Bildmusikfilm ein tauber Tonfilm. Bildmelodie der Welt, nicht Stimmen der Völker. Weder ein wissenschaftliches Werk (für die Archive), noch ein reines Kunstwerk.“

„Walther Ruttmann, ein klarsichtiger, sehr gegenwärtiger Mensch, hat zunächst im Bild die Melodie des Täglichen, Sichtbaren, Wirklichen aufgespürt. (Der ‚Berlin‘-Film.) Nun erfuhr man, er habe auch im hörbaren Erlebnis dieser Welt, in ihrem Fest- und Werktagsklang, in ihrem Tanz-, Gebets- und Todeston, in der tausendfachen Sprache des Leblosen, in China, Japan, Deutschland, Frankreich, die gegensätzlichen, im Höheren gebundenen Motive einer Melodie gefunden. Man ist enttäuscht worden. Zunächst gibt Ruttmanns Tonbild-Bericht dem Ohr sehr wenig. Man hört die Sirene eines Dampfers heulen, Maschinen stampfen, die Zuschauer eines Sportereignisses schreien, einen exotischen Tänzer mit den Schuhen klappern. Der Rest ist die als Tonbild aufgenommene Begleitmusik Wolfgang Zellers, sehr mittelmäßig reproduziert, ausdrucksarm, etwas blechern, oft störend. Dieser automatische Lärm erweckt die Sehnsucht nach einem lebendigen, miterlebenden, klaren Orchester, wie es etwa die ‘Sturm über Asien’-Aufführung hatte. Ruttmann zeigt in seiner Bild-Montage nirgends das Typische der Dinge. Er arbeitet ausschließlich, ohne jeden Wechsel des technischen Einfalls […]“

„Ein Triumph des stummen Films, ein Triumph moderner, künstlerischer Filmreportage und ein Triumph für Walther Ruttmann, der hier weit über seinen ‘Berlin’-Film hinauswuchs. Ruttmann fuhr in dem Hapagdampfer Resolute um die Welt, und was ihn interessant dünkte, fing er mit der Kamera auf. Also ein ‚interessanter‘ Reisefilm? Nein, etwas fundamental anderes, nämlich ein soziologischer Querschnitt durch die Völker. Wie das gemacht wird? Sehr einfach: durch geschickte Schnittarbeit und mit Hilfe einer allgemeinen politischen und sozialen Gesinnung, welche die Dinge, die auf der Welt vorgehen, unter einem besonderen Gesichtswinkel sieht. (…) Es ist ein ebenso primitives wie raffiniertes Wunder, und vollkommen begreifen wir es auch noch nicht, daß wir in einem Theaterraum vor einem Stückchen Leinwand sitzen und dabei gleichzeitig durch die Welt fliegen so schnell wie die Strahlen des Lichts. Plötzlich interessiert uns Geographie durchaus nicht mehr, unsere Sinne (nicht nur unsere Augen) umschleichen Menschen, Gesichter, Gebärden, Gebräuche. Plötzlich interessieren uns Vergleiche: wie macht man es hier, wie macht man es dort?“

„Weit größer aber sind die Eindrücke, als im März 1929 in dem Film ‚Die Melodie der Welt‘ (Regie: W. Ruttmann) auf der Leinwand der Kapitän der ‚Resolute‘ mit richtiger Sprache das Kommando zur Abfahrt gibt, als die Ketten richtig knarren, die Sirenen heulen und die Maschinen stampfen. Da war plötzlich in allen Köpfen die Gewissheit: hier werden die neuen Möglichkeiten des Tonfilms angedeutet, und dies ist die Geburtsstunde für Deutschland.“

„Melodie der Welt, der erste abendfüllende deutsche Tonfilm, ist eine interessante Pionierarbeit. Das Ziel Ruttmanns war es, die Summe menschlicher Aktivitäten und Leistungen an Hand von Bildern aus den Ländern der Welt darzustellen, die die finanzierende Schiffahrtsgesellschaft anlief. Der Inhalt des Werks leidet unter der Wucht dieses Konzepts. (…) Die rhythmische Montage greift auch auf den Ton über, und Zellers Musik ist mit Geräuschen wie Schiffssirenen, Maschinen und dem Rasseln von Ankerkette verwoben.“

„Der Film Melodie der Welt war, die der Autor erklärte, eine Weiterentwicklung und Vervollkommnung der Ideen des Films Die tönende Welle. Er wurde als Werbefilm für die “Hamburg America Line” hergestellt und war faktisch ein Bericht … von der Fahrt des Dampfers ‚Resolute‘ nach dem Fernen Osten. Ruttmann selbst hatte an dieser Expedition nicht teilgenommen, er montierte lediglich das Material, das meist aus stummen Bildstreifen bestand. (…) Es fragt sich, ob Melodie der Welt zu Recht als ein mustergültiger und vorbildlicher Film bezeichnet wird. Die damalige Begeisterung scheint heute nicht begründet zu sein, und man hätte viele interessantere und inhaltsreichere Dokumentarfilme finden können.“